# Wilhermsdorf
Wilhermsdorf est une commune de Bavière (Allemagne), située dans l'arrondissement de Fürth, dans le district de Moyenne-Franconie.